# 第4次安倍内閣 (第2次改造)
第4次安倍第2次改造内閣（だいよじ あべ だいにじ かいぞうないかく）は、衆議院議員、自由民主党総裁の安倍晋三が第98代内閣総理大臣に任命され、2019年（令和元年）9月11日から2020年（令和2年）9月16日まで続いた日本の内閣。

## 概説
自由民主党と公明党による自公連立政権を形成した。令和に改元後、初めて発足した内閣であり、今上天皇が天皇として認証式を行った初めての内閣である（平成の皇太子時代にも認証式を代行したことがある）。なお、閣僚の認証式は通常、皇居宮殿正殿、松の間で執り行われるが、2019年8月以降は松の間が即位礼正殿の儀（同年10月22日）で高御座、御帳台組み立て準備のために使用を取り止めていたため、代替措置として竹の間で執り行われた。
安倍晋三による通算11回目の組閣であり、これは憲政史上最多の組閣回数である。

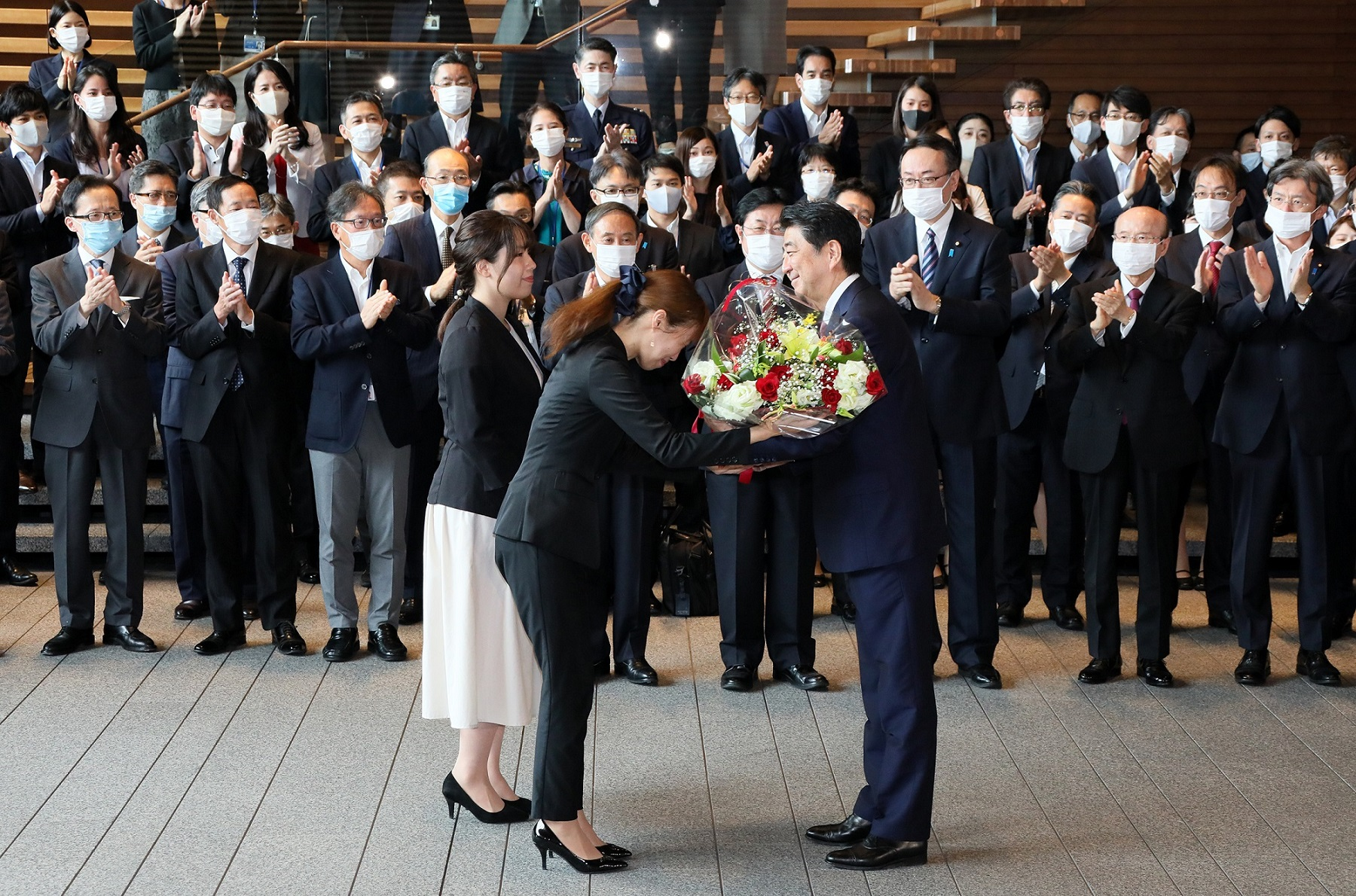
内閣総辞職に際して花束を贈呈される内閣総理大臣の安倍

安倍晋三の辞意表明に伴って実施された2020年自由民主党総裁選挙において、内閣官房長官の菅義偉が第26代総裁に選出されたことを受け、2020年9月16日、午前の閣議で総辞職した。後継政権として第99代内閣総理大臣に菅義偉が就任し、菅義偉内閣が成立した。安倍の総理大臣連続在任日数は憲政史上最長の2822日に及んだ。
岸田文雄が総理在任中に発生した安倍晋三銃撃事件により、安倍の生涯最後の内閣となった。

## 内閣の顔ぶれ・人事
第4次安倍第1次改造内閣（自公連立政権）の閣僚のうち、留任は麻生副総理、菅官房長官の2名にとどまり、歴代の安倍晋三内閣において最大の改造となった。また、改造前から引き続き閣内に留まった4名は、4名とも引き続き従前の内閣総理大臣臨時代理就任順位のまま順位の変更は無かった。第4位のみ改造で退任した鈴木俊一に代わり、改造で再入閣した高市早苗が新たに指定された。
2019年10月25日、菅原一秀経産相が、有権者買収疑惑を報じられたことを受け辞任。後任には、梶山弘志が就任した。
2019年10月31日、河井克行法相が、妻河井案里の2019年の参院選での買収疑惑を報じられたことを受け辞任。後任には、森まさこが就任した。その河井克行・案里夫妻は2020年の通常国会が閉会した翌日の2020年6月18日に東京地検特捜部によって逮捕された。
所属政党・出身:
  自由民主党（細田派）   自由民主党（岸田派）   自由民主党（竹下派）   自由民主党（麻生派）   自由民主党（二階派）
  自由民主党（石原派）   自由民主党（谷垣G）   自由民主党（石破派）   自由民主党（無派閥）   公明党 
  中央省庁・民間

### 国務大臣
2019年（令和元年）9月11日任命。
| 職名                                                                                       | 氏名       | 氏名 | 出身等                           | 特命事項等                                                                                  | 備考                    |
| ------------------------------------------------------------------------------------------ | ---------- | ---- | -------------------------------- | ------------------------------------------------------------------------------------------- | ----------------------- |
| 内閣総理大臣                                                                               | 安倍晋三   |      | 衆議院 自由民主党 （細田派）     |                                                                                             | 自由民主党総裁 留任     |
| 副総理 財務大臣 内閣府特命担当大臣 （金融）                                                | 麻生太郎   |      | 衆議院 自由民主党 （麻生派）     | デフレ脱却担当 内閣総理大臣臨時代理 就任順位第1位（副総理）                                 | 留任                    |
| 総務大臣 内閣府特命担当大臣 （マイナンバー制度）                                           | 高市早苗   |      | 衆議院 自由民主党 （無派閥）     | 内閣総理大臣臨時代理 就任順位第4位                                                          | 再入閣                  |
| 法務大臣                                                                                   | 河井克行   |      | 衆議院 自由民主党 （無派閥）     |                                                                                             | 初入閣 2019年10月31日免 |
| 法務大臣                                                                                   | 森まさこ   |      | 参議院 自由民主党 （細田派）     |                                                                                             | 再入閣 2019年10月31日任 |
| 外務大臣                                                                                   | 茂木敏充   |      | 衆議院 自由民主党 （竹下派）     | 内閣総理大臣臨時代理 就任順位第3位                                                          | 横滑り                  |
| 文部科学大臣                                                                               | 萩生田光一 |      | 衆議院 自由民主党 （細田派）     | 教育再生担当 国立国会図書館連絡調整委員                                                     | 初入閣                  |
| 厚生労働大臣                                                                               | 加藤勝信   |      | 衆議院 自由民主党 （竹下派）     | 働き方改革担当                                                                              | 再入閣                  |
| 農林水産大臣                                                                               | 江藤拓     |      | 衆議院 自由民主党 （無派閥）     |                                                                                             | 初入閣                  |
| 経済産業大臣 内閣府特命担当大臣 （原子力損害賠償・ 廃炉等支援機構）                        | 菅原一秀   |      | 衆議院 自由民主党 （無派閥）     | 産業競争力担当 国際博覧会担当 ロシア経済分野協力担当 原子力経済被害担当                     | 初入閣 2019年10月25日免 |
| 経済産業大臣 内閣府特命担当大臣 （原子力損害賠償・ 廃炉等支援機構）                        | 梶山弘志   |      | 衆議院 自由民主党 （無派閥）     | 産業競争力担当 国際博覧会担当 ロシア経済分野協力担当 原子力経済被害担当                     | 再入閣 2019年10月25日任 |
| 国土交通大臣                                                                               | 赤羽一嘉   |      | 衆議院 公明党                    | 水循環政策担当                                                                              | 初入閣                  |
| 環境大臣 内閣府特命担当大臣 （原子力防災）                                                 | 小泉進次郎 |      | 衆議院 自由民主党 （無派閥）     |                                                                                             | 初入閣                  |
| 防衛大臣                                                                                   | 河野太郎   |      | 衆議院 自由民主党 （麻生派）     | 内閣総理大臣臨時代理 就任順位第5位                                                          | 横滑り                  |
| 内閣官房長官                                                                               | 菅義偉     |      | 衆議院 自由民主党 （菅グループ） | 沖縄基地負担軽減担当 拉致問題担当 内閣総理大臣臨時代理 就任順位第2位                        | 留任                    |
| 復興大臣                                                                                   | 田中和徳   |      | 衆議院 自由民主党 （麻生派）     | 福島原発事故再生総括担当                                                                    | 初入閣                  |
| 国家公安委員会委員長 内閣府特命担当大臣 （防災）                                           | 武田良太   |      | 衆議院 自由民主党 （二階派）     | 行政改革担当 国家公務員制度担当 国土強靭化担当                                              | 初入閣                  |
| 内閣府特命担当大臣 （沖縄及び北方対策） （消費者及び食品安全） （少子化対策） （海洋政策） | 衛藤晟一   |      | 参議院 自由民主党 （二階派）     | 一億総活躍担当 領土問題担当                                                                 | 初入閣                  |
| 内閣府特命担当大臣 （クールジャパン戦略） （知的財産戦略） （科学技術政策） （宇宙政策）   | 竹本直一   |      | 衆議院 自由民主党 （岸田派）     | 情報通信技術（IT）政策担当                                                                  | 初入閣                  |
| 内閣府特命担当大臣 （経済財政政策）                                                        | 西村康稔   |      | 衆議院 自由民主党 （細田派）     | 経済再生担当 全世代型社会保障改革担当 新型コロナウイルス感染症対策担当 （2020年3月6日以降） | 初入閣                  |
| 内閣府特命担当大臣 （地方創生） （規制改革）                                               | 北村誠吾   |      | 衆議院 自由民主党 （岸田派）     | まち・ひと・しごと創生担当                                                                  | 初入閣                  |
| 内閣府特命担当大臣 （男女共同参画）                                                        | 橋本聖子   |      | 参議院 自由民主党 （細田派）     | 東京オリンピック・パラリンピック競技大会担当 女性活躍担当                                   | 初入閣                  |

### 内閣官房副長官、内閣法制局長官
2019年（令和元年）9月11日任命。
| 職名           | 氏名     | 出身等                       | 備考 |
| -------------- | -------- | ---------------------------- | ---- |
| 内閣官房副長官 | 西村明宏 | 衆議院／自由民主党（細田派） |      |
| 内閣官房副長官 | 岡田直樹 | 参議院／自由民主党（細田派） |      |
| 内閣官房副長官 | 杉田和博 | 民間（警察庁）               | 留任 |
| 内閣法制局長官 | 近藤正春 | 前内閣法制次長／経済産業省   |      |

### 副大臣
2019年（令和元年）9月13日任命。
| 職名           | 氏名       | 出身等                       | 備考                       |
| -------------- | ---------- | ---------------------------- | -------------------------- |
| 復興副大臣     | 菅家一郎   | 衆議院／自由民主党（細田派） |                            |
| 復興副大臣     | 横山信一   | 参議院／公明党               |                            |
| 復興副大臣     | 御法川信英 | 衆議院／自由民主党（麻生派） | 内閣府、国土交通副大臣兼任 |
| 内閣府副大臣   | 大塚拓     | 衆議院／自由民主党（細田派） |                            |
| 内閣府副大臣   | 平将明     | 衆議院／自由民主党（石破派） |                            |
| 内閣府副大臣   | 宮下一郎   | 衆議院／自由民主党（細田派） |                            |
| 内閣府副大臣   | 寺田稔     | 衆議院／自由民主党（岸田派） | 総務副大臣兼任             |
| 内閣府副大臣   | 亀岡偉民   | 衆議院／自由民主党（細田派） | 文部科学副大臣兼任         |
| 内閣府副大臣   | 松本洋平   | 衆議院／自由民主党（二階派） | 経済産業副大臣兼任         |
| 内閣府副大臣   | 御法川信英 | 衆議院／自由民主党（麻生派） | 復興、国土交通副大臣兼任   |
| 内閣府副大臣   | 石原宏高   | 衆議院／自由民主党（石原派） | 環境副大臣兼任             |
| 内閣府副大臣   | 山本朋広   | 衆議院／自由民主党（無派閥） | 防衛副大臣兼任             |
| 総務副大臣     | 長谷川岳   | 参議院／自由民主党（細田派） |                            |
| 総務副大臣     | 寺田稔     | 衆議院／自由民主党（岸田派） | 内閣府副大臣兼任           |
| 法務副大臣     | 義家弘介   | 衆議院／自由民主党（細田派） |                            |
| 外務副大臣     | 鈴木馨祐   | 衆議院／自由民主党（麻生派） | 横滑り                     |
| 外務副大臣     | 若宮健嗣   | 衆議院／自由民主党（竹下派） |                            |
| 財務副大臣     | 遠山清彦   | 衆議院／公明党               |                            |
| 財務副大臣     | 藤川政人   | 参議院／自由民主党（麻生派） |                            |
| 文部科学副大臣 | 上野通子   | 参議院／自由民主党（細田派） |                            |
| 文部科学副大臣 | 亀岡偉民   | 衆議院／自由民主党（細田派） | 内閣府副大臣兼任           |
| 厚生労働副大臣 | 稲津久     | 衆議院／公明党               |                            |
| 厚生労働副大臣 | 橋本岳     | 衆議院／自由民主党（竹下派） |                            |
| 農林水産副大臣 | 伊東良孝   | 衆議院／自由民主党（二階派） |                            |
| 農林水産副大臣 | 加藤寛治   | 衆議院／自由民主党（細田派） |                            |
| 経済産業副大臣 | 牧原秀樹   | 衆議院／自由民主党（谷垣G）  |                            |
| 経済産業副大臣 | 松本洋平   | 衆議院／自由民主党（二階派） | 内閣府副大臣兼任           |
| 国土交通副大臣 | 青木一彦   | 参議院／自由民主党（竹下派） |                            |
| 国土交通副大臣 | 御法川信英 | 衆議院／自由民主党（麻生派） | 復興、内閣府副大臣兼任     |
| 環境副大臣     | 佐藤ゆかり | 衆議院／自由民主党（二階派） | 横滑り                     |
| 環境副大臣     | 石原宏高   | 衆議院／自由民主党（石原派） | 内閣府副大臣兼任           |
| 防衛副大臣     | 山本朋広   | 衆議院／自由民主党（無派閥） | 内閣府副大臣兼任           |

### 大臣政務官
2019年（令和元年）9月13日任命。
| 職名               | 氏名         | 出身等                       | 備考                           |
| ------------------ | ------------ | ---------------------------- | ------------------------------ |
| 復興大臣政務官     | 藤原崇       | 衆議院／自由民主党（細田派） | 内閣府大臣政務官兼任           |
| 復興大臣政務官     | 青山周平     | 衆議院／自由民主党（細田派） | 内閣府、文部科学大臣政務官兼任 |
| 復興大臣政務官     | 中野洋昌     | 衆議院／公明党               | 内閣府、経済産業大臣政務官兼任 |
| 内閣府大臣政務官   | 神田憲次     | 衆議院／自由民主党（細田派） |                                |
| 内閣府大臣政務官   | 今井絵理子   | 参議院／自由民主党（麻生派） |                                |
| 内閣府大臣政務官   | 藤原崇       | 衆議院／自由民主党（細田派） | 復興大臣政務官兼任             |
| 内閣府大臣政務官   | 進藤金日子   | 参議院／自由民主党（二階派） | 総務大臣政務官兼任             |
| 内閣府大臣政務官   | 青山周平     | 衆議院／自由民主党（細田派） | 復興、文部科学大臣政務官兼任   |
| 内閣府大臣政務官   | 中野洋昌     | 衆議院／公明党               | 復興、経済産業大臣政務官兼任   |
| 内閣府大臣政務官   | 和田政宗     | 参議院／自由民主党（無派閥） | 国土交通大臣政務官兼任         |
| 内閣府大臣政務官   | 加藤鮎子     | 衆議院／自由民主党（谷垣G）  | 環境大臣政務官兼任             |
| 内閣府大臣政務官   | 渡辺孝一     | 衆議院／自由民主党（岸田派） | 防衛大臣政務官兼任             |
| 総務大臣政務官     | 木村弥生     | 衆議院／自由民主党（無派閥） |                                |
| 総務大臣政務官     | 斎藤洋明     | 衆議院／自由民主党（麻生派） |                                |
| 総務大臣政務官     | 進藤金日子   | 参議院／自由民主党（二階派） | 内閣府大臣政務官兼任           |
| 法務大臣政務官     | 宮崎政久     | 衆議院／自由民主党（竹下派） |                                |
| 外務大臣政務官     | 尾身朝子     | 衆議院／自由民主党（細田派） |                                |
| 外務大臣政務官     | 中谷真一     | 衆議院／自由民主党（竹下派） |                                |
| 外務大臣政務官     | 中山展宏     | 衆議院／自由民主党（麻生派） |                                |
| 財務大臣政務官     | 井上貴博     | 衆議院／自由民主党（麻生派） |                                |
| 財務大臣政務官     | 宮島喜文     | 参議院／自由民主党（細田派） | 留任                           |
| 文部科学大臣政務官 | 佐々木さやか | 参議院／公明党               |                                |
| 文部科学大臣政務官 | 青山周平     | 衆議院／自由民主党（細田派） | 復興、内閣府大臣政務官兼任     |
| 厚生労働大臣政務官 | 小島敏文     | 衆議院／自由民主党（岸田派） |                                |
| 厚生労働大臣政務官 | 自見英子     | 参議院／自由民主党（無派閥） |                                |
| 農林水産大臣政務官 | 河野義博     | 参議院／公明党               |                                |
| 農林水産大臣政務官 | 藤木眞也     | 参議院／自由民主党（岸田派） |                                |
| 経済産業大臣政務官 | 宮本周司     | 参議院／自由民主党（細田派） |                                |
| 経済産業大臣政務官 | 中野洋昌     | 衆議院／公明党               | 復興、内閣府大臣政務官兼任     |
| 国土交通大臣政務官 | 門博文       | 衆議院／自由民主党（二階派） |                                |
| 国土交通大臣政務官 | 佐々木紀     | 衆議院／自由民主党（細田派） |                                |
| 国土交通大臣政務官 | 和田政宗     | 参議院／自由民主党（無派閥） | 内閣府大臣政務官兼任           |
| 環境大臣政務官     | 八木哲也     | 衆議院／自由民主党（石破派） |                                |
| 環境大臣政務官     | 加藤鮎子     | 衆議院／自由民主党（谷垣G）  | 内閣府大臣政務官兼任           |
| 防衛大臣政務官     | 岩田和親     | 衆議院／自由民主党（岸田派） |                                |
| 防衛大臣政務官     | 渡辺孝一     | 衆議院／自由民主党（岸田派） | 内閣府大臣政務官兼任           |

### 内閣総理大臣補佐官
2019年（令和元年）9月11日任命。
| 職名 | 氏名       | 所属等                       | 備考                   |
| --- | ---------- | ---------------------------- | ---------------------- |
| 内閣総理大臣補佐官 （ふるさとづくりの推進及び少子高齢化対策担当）                                                                    | 秋葉賢也   | 衆議院／自由民主党（竹下派） |                        |
| 内閣総理大臣補佐官 （国家安全保障に関する重要政策担当）                                                                              | 木原稔     | 衆議院／自由民主党（竹下派） |                        |
| 内閣総理大臣補佐官 （国土強靭化及び復興等の社会資本整備、地方創生、 健康・医療に関する成長戦略並びに科学技術イノベーション政策担当） | 和泉洋人   | 民間（国土交通省）           | 留任                   |
| 内閣総理大臣補佐官 （広報、経済の好循環実現のための中堅・中小企業政策 及びロシア経済分野担当）                                       | 長谷川榮一 | 民間（経済産業省）           | 内閣広報官／留任       |
| 内閣総理大臣補佐官 （政策企画の総括担当）                                                                                            | 今井尚哉   | 民間（経済産業省）           | 内閣総理大臣秘書官兼任 |

## 勢力早見表
※ 内閣発足当初（前内閣の事務引継は除く）。
※ 内閣官房副長官（政務）は副大臣に含む。
※ 太字はいわゆる自民党五役。
※ 有隣会の所属議員は、他派閥と掛け持ちしている議員を含め衆参30名。
※ 慣例により形式的に派閥から離脱中の総理大臣、衆参議長、党幹部は派閥所属議員に含む。
| 名称   | 勢力 | 国務大臣 | 副大臣 | 政務官 | 補佐官 | その他                                         |
| ------ | ---- | -------- | ------ | ------ | ------ | ---------------------------------------------- |
| 細田派 | 97   | 4        | 8      | 7      | 0      | 総裁、選挙対策委員長、参議院幹事長、幹事長代行 |
| 麻生派 | 54   | 3        | 3      | 4      | 0      | 衆議院議長、参議院議長、総務会長               |
| 竹下派 | 53   | 2        | 3      | 2      | 2      | 参議院議員会長                                 |
| 公明党 | 57   | 1        | 3      | 3      | 0      |                                                |
| 無派閥 | 54   | 6        | 1      | 3      | 0      |                                                |
| 岸田派 | 46   | 2        | 1      | 4      | 0      | 政務調査会長                                   |
| 二階派 | 46   | 2        | 3      | 2      | 0      | 幹事長                                         |
| 石破派 | 19   | 0        | 1      | 1      | 0      |                                                |
| 谷垣G  | 18   | 0        | 1      | 1      | 0      |                                                |
| 石原派 | 11   | 0        | 1      | 0      | 0      | 国会対策委員長                                 |
| 民間   | /    | 0        | 0      | 0      | 3      |                                                |
| -      | /    | 20       | 25     | 27     | 5      | /                                              |

### 内閣改造
首相の安倍晋三は2019年9月3日、自民党役員会において内閣改造、党役員人事を11日に行うと表明した。
第2次政権発足以降、一貫して同一のポストに就任している麻生太郎副総理兼財務相と菅義偉官房長官は続投した。
歴代安倍内閣の中では、最多となる6人の無派閥議員がいる。